# العلايمية
العلايمية هي بلدية جزائرية تابعة لدائرة عقاز بولاية معسكر و يبلغ عدد سكانها حوالي 7 512 نسمة

## القرى التابعة للبلدية
تتكون البلدية من التجمعات السكنية التالية:

### قرية العلايمية
يوجد بها مقر البلدية ويبلغ عدد سكانها حوالي 2 490 نسمة (احصائيات 2008)

### قرية الملح
قرية الملح هي قرية صغيرة تقع غرب البلدية وتبعد حوالي 8 كلم عن مقر البلدية ويبلغ عدد سكانها حوالي 800 نسمة

### قرية المناصرية
قرية المناصرية هي ثاني أكثر تعداد سكاني بعد قرية العلايمية حيث يبلغ عدد سكانها حوالي 2500 نسمة وهي تقع شمال البلدية وتبعد حوالي 2 كلم فقط عن مقر البلدية كما انها تقع على الطريق الوطني الذي يربط سيق بولاية وهران

### قرية الكرانيف
قرية الكرانيف تقع جنوب البلدية ويبلغ عدد سكانها حوالي 2000 نسمة وتبعد عن مقر البلدية بحوالي 3 كلم

### قرية الرحامنة
قرية الرحامنة هي قرية صغيرة تبعد حوالي 8 كلم عن مقر البلدية في الشمال الغربي ويبلغ عدد سكانها حوالي 850 نسمة